# 5D/Brorsen
5D/Brorsen, ook wel bekend als de "komeet van Brorsen", is een komeet ontdekt op 26 februari 1846 door de Deense astronoom Theodor Brorsen.
Het perihelium van 5D/Brorsen was op 25 februari, een dag voor zijn ontdekking, waarna hij steeds dichter bij de aarde kwam om op 27 maart op 0,52 AE te passeren. Na deze eerste waarneming werd de baan op 5,5 jaar gerekend.  Later berekende men dat de aantrekkingskracht van Jupiter ervoor zorgde dat hij in deze baan terechtkwam. 
Door het berekenen van de baan wist men ook dat de komeet de ene keer dichter en de andere keer iets verder zou langs komen. Dit kwam ook uit. In 1851 vond men de komeet niet terug omdat hij toen niet dichter dan 1,5 AE van de aarde kwam. 
Pas in 1857 zag Karl Christian Bruhns een komeet en door baanberekening kwam hij erop uit dat het 5D/Brorsen was. Opnieuw zag men de komeet niet in 1862 en terug in 1868. Door opnieuw te dicht langs Jupiter te passeren werd de baan opnieuw ingekort en kon men de komeet wel in 1873 zien. In 1884 en 1890 heeft men de komeet niet kunnen waarnemen ondanks de lange waarneming van 4 maanden in 1879.
Men gelooft dat de komeet verdwenen is en Brian Marsden startte een zoektocht in 1973. Ook later zoekpogingen van Japanse astronomen leverde geen resultaat op. Men gaat ervan uit dat de komeet niet meer bestaat.